# Bernd Ulrich Biere
Bernd Ulrich Biere (* 5. August 1947 in Neuenrade) ist ein deutscher Sprachwissenschaftler und Hochschullehrer.

## Leben und Wirken
Nach seiner Reifeprüfung 1966 in Menden studierte Bernd Ulrich Biere Germanistik, Romanistik und Allgemeine Sprachwissenschaft und zwar von 1968 bis 1969 an der Eberhard Karls Universität Tübingen und von 1968 bis 1973 an der Universität Heidelberg. In Heidelberg legte er 1973 das erste Staatsexamen für den höheren Schuldienst ab. Von 1975 bis 1976 war er dort wissenschaftlicher Mitarbeiter, von 1976 bis 1987 wissenschaftlicher Assistent an der RWTH Aachen. 1978 promovierte er an der Universität Tübingen bei Hans Jürgen Heringer. Seine Habilitation erfolgte 1987 an der RWTH Aachen. Bis 1994 war er Mitarbeiter am Institut für deutsche Sprache in Mannheim und leitete die Abteilung für Öffentlichkeitsarbeit, Dokumentation und Publikation. 1996 wurde er Professor für Didaktik der deutschen Sprache und Literatur an der Universität Koblenz-Landau (Campus Koblenz). 2012 ging er in den Ruhestand.
In seinen Veröffentlichungen beschäftigt sich Biere vor allem mit dem Spracherwerb, der Sprachverarbeitung und der Kommunikationstheorie.

## Veröffentlichungen (Auswahl)
- Ergänzungen und Angaben. In: Helmut Schumacher (Hrsg.): Untersuchungen zur Verbvalenz. Eine Dokumentation über die Arbeit an einem deutschen Valenzlexikon. Narr, Tübingen 1976, S. 123–173, ISBN 3-87808-630-X.

- Kommunikation unter Kindern. Methodische Reflexion und exemplarische Beschreibung (= Linguistische Arbeiten, Bd. 65). Niemeyer, Tübingen 1978, ISBN 3-484-10313-2 (= Dissertation Universität Tübingen).
- (Mitautor): Hans Jürgen Heringer (Hrsg.): Handbuch zum kommunikativen Sprachunterricht. Beltz, Weinheim 1978, ISBN 3-407-62017-9.
- Kindersprache, kindliche Kommunikation und Spracherwerb. In: Zeitschrift für germanistische Linguistik, Bd. 8 (1980), S. 236–251.
- Schriftlichkeit und Mündlichkeit. In: Georg Stötzel (Hrsg.): Germanistik – Forschungsstand und Perspektiven. Bd. 1. de Gruyter, Berlin 1985, S. 346–365, ISBN 3-11-010059-2.
- Verständlich-Machen. Hermeneutische Tradition – historische Praxis – sprachtheoretische Begründung (= Reihe Germanistische Linguistik, Bd. 92). Niemeyer, Tübingen 1989, ISBN 3-484-31092-8 (= Habilitationsschrift RWTH Aachen).
- (Red.): 25 Jahre Institut für Deutsche Sprache. Institut für Deutsche Sprache, Mannheim 1989.
- Textverstehen und Textverständlichkeit (= Studienbibliografien Sprachwissenschaft, Bd. 2). Groos, Heidelberg 1991, ISBN 3-87276-651-1.
- Wissenschaftsjournalismus als Arbeit am Text. In: Arno Bammé (Hrsg.): Unverständliche Wissenschaft. Probleme und Perspektiven der Wissenschaftspublizistik (= Technik- und Wissenschaftsforschung, Bd. 8). Profil Verlag, München 1989, S. 143–155, ISBN 3-89019-217-3.
- (Hrsg., mit Helmut Henne): Sprache in den Medien nach 1945 (= Reihe Germanistische Linguistik, Bd. 135). Niemeyer, Tübingen 1993, ISBN 3-484-31135-5.
- (Hrsg.): Bewertungskriterien in der Sprachberatung (= Studien zur deutschen Sprache, Bd. 2). Narr, Tübingen 1995, ISBN 3-8233-5132-X.
- (Hrsg., mit Rudolf Hoberg): Mündlichkeit und Schriftlichkeit im Fernsehen (= Studien zur deutschen Sprache, Bd. 5). Narr, Tübingen 1996, ISBN 3-8233-5135-4.
- (Hrsg.): Metapher, Medien, Wissenschaft. Zur Vermittlung der AIDS-Forschung in Presse und Rundfunk. Westdeutscher Verlag, Opladen 1997, ISBN 3-531-12902-3.
- (Hrsg., mit Werner Holly): Medien in Wandel. Westdeutscher Verlag, Opladen 1998, ISBN 3-531-12975-9.
- (mit Hajo Diekmannshenke): Sprachdidaktik Deutsch (= Studienbibliografien Sprachwissenschaft, Bd. 33). Groos, Tübingen 2000, ISBN 3-87276-849-2.
- Deutsch – for example. Mehrsprachigkeit in Europa (= Sprachwissen, Bd. 2). Mykum-Verlag, Brey 2015, ISBN 978-3-9816448-3-8.
- Deutsch als Fremd- und Zweitsprache. Grammatik, Wortschatz, Orthographie. 2. Aufl. (= Sprachwissen, Bd. 4). Mykum-Verlag, Brey 2017, ISBN 978-3-9818173-6-2.
- Einheit und Vielfalt des Deutschen. Diachronie und Synchronie (= Sprachwissen, Bd. 1). Mykum-Verlag, Brey 2017, ISBN 978-3-9818173-4-8.
- Verstehen und vermitteln. Sprachdidaktische Aufsätze. Mykum-Verlag, Brey 2018, ISBN 978-3-9819884-6-8.
- Linguistik und Hermeneutik. Sprachtheoretische Aufsätze. Mykum-Verlag, Brey 2018, ISBN 978-3-9819884-5-1.